# Anaram Au Patac
 (mars 2012).
- Si vous ne connaissez pas le sujet, laissez ce bandeau (vous pouvez alors contacter les auteurs).
- Si vous supprimez le contenu mis en cause (vous pouvez préalablement contacter les auteurs),

argumentez précisément cette suppression dans la page de discussion
(un manque de référence n'est pas un argument ; une recherche réelle de référence doit avoir été effectuée, être formellement documentée).

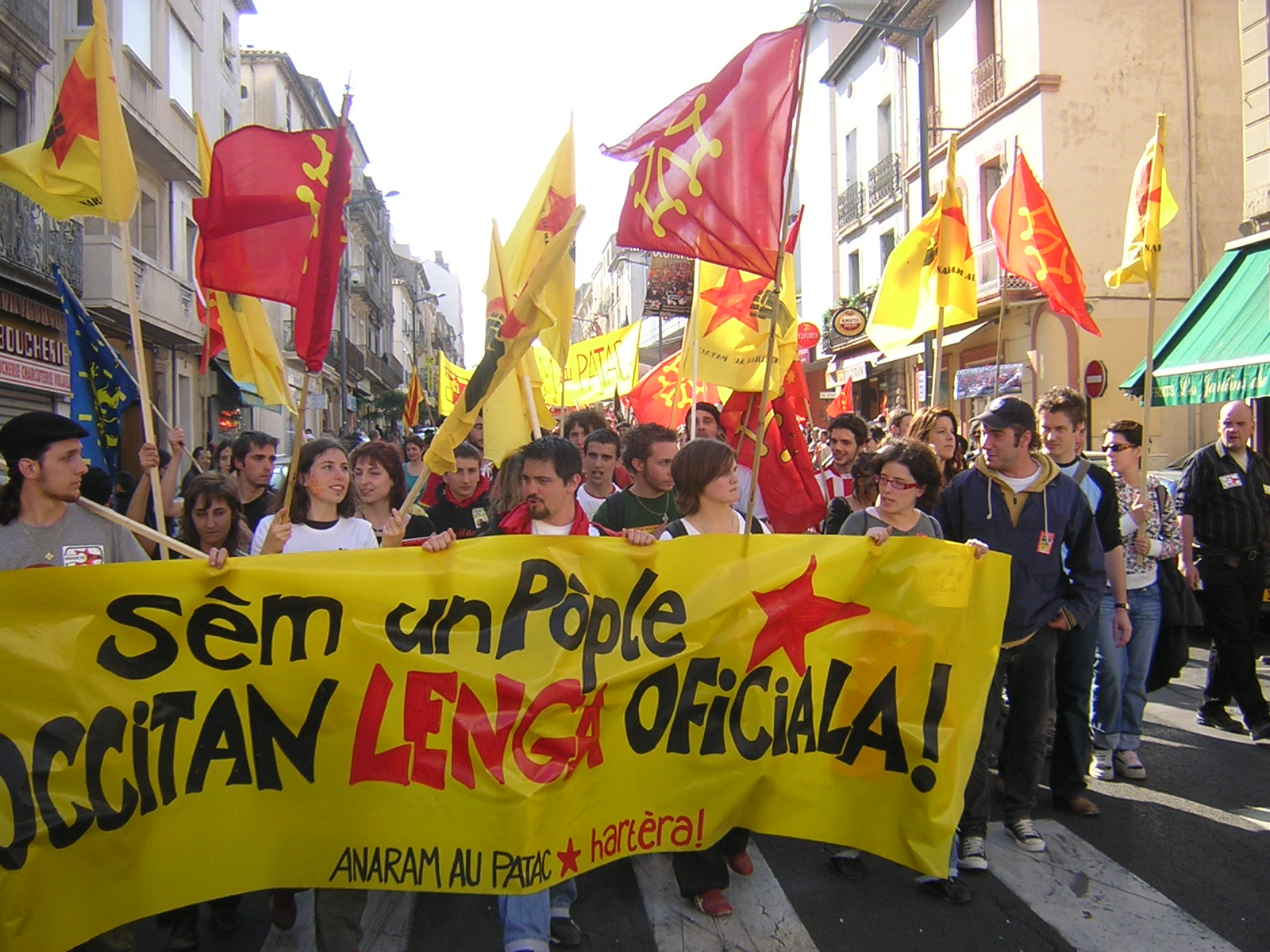
Manifestation d'Anaram Au Patac à Béziers

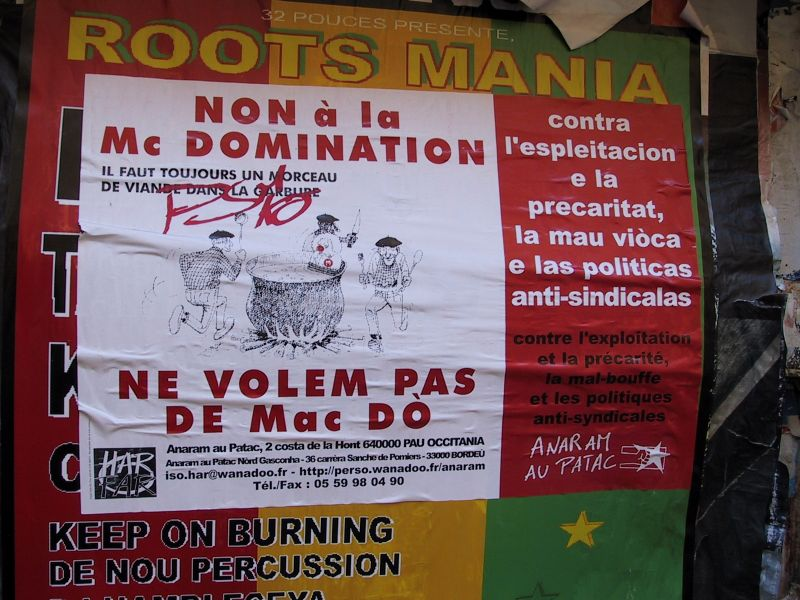
Une affiche d'Anaram au Patac vue à Pau en 2003

Anaram Au Patac (AAP), en français « Nous irons au combat », est un ancien mouvement de la gauche révolutionnaire occitane. Il a participé à la fondation de l'ancien CROC (Corrent revolucionari occitan), puis a repris son existence lors de l'éclatement de celui-ci[réf. nécessaire]. Il a été intégré au mouvement Libertat en 2009.

## Histoire
Il publiait la revue trimestrielle Har/Far, première parution no 0 en mai 1995, la revista de l'Occitània qui bolèga (« la revue de l'Occitanie qui bouge ») et tenait un local militant avec bar associatif au quartier du Hédas à Pau, la Tor deu Borrèu (la Tour du bourreau).
AAP s'exprimait souvent, en Béarn et ailleurs, par des graffitis et des affiches, le plus souvent en occitan. Dans les années 2000, le mouvement a pris position contre la guerre en Irak, contre la constitution européenne, contre le CPE (contrat première embauche) ou encore contre l'invasion du Liban par l'État d'Israël. AAP revendique également sa solidarité avec les peuples palestinien, basque, catalan, etc.
Anaram Au Patac est l'un des mouvements de la gauche révolutionnaire occitane. Elle a participé conjointement avec Hartera (Movement de la joenessa d'Occitània), Combat d'Òc et autres militants, à l'appel à la refondation du mouvement de libération occitan. À l'issue de ces débats/réunions et du congrès de refondation le 19 septembre 2009, le mouvement Libertat ! s'est créé. 
Cette création a provoqué la disparition d'Anaram Au Patac.
Anaram Au Patac soutient activement le Comitat de sosten entaus drets de Robert Arricau (Comité de soutien pour les droits de Robert Arricau).
Placé en détention provisoire pendant plus d'un an, Robert Arricau a été libéré le 23 juin 2006. Lui et son frère, également en prison, sont accusés d'avoir participé à l'hébergement en France de membres de l'organisation séparatiste basque Euskadi ta Askatasuna (ETA).
La durée de sa détention provisoire, qui dura 571 jours, a révolté ceux qui l'ont considéré comme un « emprisonnement préventif », sans procès, dont l'évêque Jacques Gaillot et des associations culturelles et politiques (dont Ostau Bearnes et CNT). Un comité de soutien pour le respect de ses droits s'est organisé à Pau, qui a collecté des fonds et organisé de nombreuses manifestations. D'autres comités se sont montés à Paris et Toulouse.
L'enquête a été close en novembre 2017 et Robert Arricau est renvoyé, avec trois autres prévenus (son frère Didier Arricau, Maryse Lavie et le chanteur Peio Serbielle) devant le tribunal correctionnel pour « appartenance à une association de malfaiteurs en lien avec une entreprise terroriste ».
L'affaire a été jugée en mai 2018 et les quatre accusés sont condamnés : 4 ans de prison, dont 42 mois avec sursis et 2 500 euros d’amende pour Maryse Lavie ; 3 ans de prison avec sursis et 2 500 euros d’amende pour son compagnon Didier Arricau  ; 5 ans de prison dont 4 avec sursis pour Robert Arricau  ; 5 ans de prison dont 42 mois avec sursis et 2 500 euros d’amende pour Peio Serbielle.